# Malalties limfoproliferatives associades al virus d'Epstein–Barr
Les malalties limfoproliferatives associades al virus d'Epstein-Barr (també abreujat malalties limfoproliferatives associades al VEB o MLP VEB+) són un grup de trastorns en què un o més tipus de cèl·lules limfoides (un tipus de leucòcits), és a dir, limfòcits B, limfòcits T, cèl·lules NK i cèl·lules histiocítiques-dendrítiques, estan infectades amb el virus d'Epstein-Barr (VEB). Això fa que les cèl·lules infectades es divideixin excessivament i s'associa amb el desenvolupament de diverses malalties limfoproliferatives (MLP) no canceroses, precanceroses i canceroses. Aquestes MLP VEB+ inclouen la coneguda malaltia que es produeix durant la infecció inicial pel VEB, la mononucleosi infecciosa, i un gran nombre de trastorns posteriors que es poden produir després. El virus sol estar implicat en el desenvolupament i/o progressió d'aquestes MLP, tot i que en alguns casos pot ser un espectador "innocent", és a dir, present en la malaltia, però no contribuint-hi.
Les MLP VEB+ són una subcategoria de les malalties associades al VEB. Entre les que no són limfoproliferatives hi ha percentatges significatius de casos associats amb la infecció per VEB (vegeu infecció pel virus d'Epstein-Barr), incloent els trastorns immunitaris de l'esclerosi múltiple i el lupus eritematós sistèmic; malignes com ara el càncer d'estómac, el sarcoma de teixits tous, el liomiosarcoma i el càncer de nasofaringe indiferenciat; els trastorns infantils de la síndrome d'Alícia al país de les meravelles; i l'atàxia cerebel·losa aguda.
Al voltant del 95% de la població mundial està infectada amb el VEB. Durant la infecció inicial, el virus pot causar la mononucleosi infecciosa, amb només símptomes no específics menors o sense símptomes. Independentment d'això, el virus entra en una fase de latència al seu hoste i l'individu infectat es converteix en un portador asimptomàtic durant tota la vida del VEB. Setmanes, mesos, anys o dècades després, un petit percentatge d'aquests portadors, especialment aquells amb una immunodeficiència, desenvolupen una MLP VEB+. A tot el món, la infecció pel VEB s'associa amb l'1% a l'1,5% de tots els càncers. La gran majoria d'aquests càncers associats al VEB són MLP. Les formes no malignes, premalignes i malignes de les MLP VEB+ tenen un impacte enorme en la salut mundial.
La classificació i la nomenclatura de les MLP que s'informa aquí segueix les revisions fetes per l'Organització Mundial de la Salut el 2016. Aquesta classificació divideix les MLP VEB+ en cinc categories: proliferacions limfoides reactives associades al VEB, trastorns limfoproliferatius de cèl·lules B associades al VEB, trastorns limfoproliferatius de cèl·lules NK/T associats al VEB, trastorns limfoproliferatius relacionats amb la immunodeficiència associats al VEB i trastorns histiocítics-dendrítics associats al VEB.